# Chaisson Allen
Chaisson Allen (ur. 1 czerwca 1989 w Murfreesboro) – amerykański koszykarz, występujący na pozycji obrońcy.
1 sierpnia 2015 roku podpisał umowę z zespołem AZS Koszalin. Klub rozwiązał z nim umowę za porozumieniem stron 29 października, po rozegraniu zaledwie jednego spotkania sezonu zasadniczego, podczas którego doznał kontuzji.

## Osiągnięcia
NCAA
- Zaliczony do I składu[3]:
  - All-CAA (2010, 2011)
  - defensywnego CAA (2009, 2010, 2011)
  - debiutantów CAA (2008)

Pro
- Wicemistrz Chorwacji (2013)
- Uczestnik rozgrywek:
  - Ligi Adriatyckiej (2012/13)[4]
  - EuroChallenge (2011/12)[4]